# الوكوم (الوڭوم)
الوكوم هي إحدى مشيخات المملكة المغربية، تتبع جغرافيا لإقليم طاطا وإداريًا لالوڭوم. يقدر عدد سكانها بـ 2994 نسمة حسب الإحصاء الرسمي للسكان والسكنى لسنة 2004.